# Pernis
Pernis is een dorp binnen de gemeente Rotterdam in de Nederlandse provincie Zuid-Holland. Het dorp ligt  op het eiland IJsselmonde, tussen de Rotterdamse havens. Het dorp telt 4.940 inwoners (1 januari 2023) en heeft een oppervlakte van 1,6 km². Pernis ontstond waarschijnlijk in de dertiende eeuw en werd in 1934 geannexeerd door de gemeente Rotterdam. Het heeft ondanks de nabijheid van de grote stad zijn dorpse karakter behouden.

## Geschiedenis
De kerkgemeenschap van Pernis is een der oudste kerkelijke gemeenten van westelijk IJsselmonde. Al in 1307 was er een kerk met een eigen pastoor en koster. Pernis volgde in 1580 Charlois en Rotterdam in de Reformatie. Pernis was voor die tijd al een zeer oude kerkelijke gemeente. 
Pernis was van oudsher een boerendorp. Het achtervoegsel -nis verwijst naar een Oudnederlands woord voor landtong, en waarin het woord 'neus' in te herkennen is. In de achttiende eeuw ontstond de Pernisser zeevisserij waarbij de vissers tot aan IJsland voeren. Op de top van de visserij voeren er 22 Pernisse vissloepen. In de negentiende eeuw kende het dorp ook een bloeiende zalmvisserij. 

### Groot Pernis
In 1802 ging er een verzoek uit van de gemeente Pernis om de gemeenten Roozand, Smalland, Langebakkersoord, Deijffelbroek en 's-Gravenambacht samen te voegen met Pernis. Dit voornamelijk omdat deze gemeenten qua inwoneraantal zo klein waren dat ze eigenlijk niet zelfstandig konden bestaan. In 1804 werd dit voor de eerste vier gemeenten geregeld, 's Gravenambacht kwam pas in 1811 bij Pernis. In 1817 werd 's Gravenambacht echter weer verzelfstandigd. Volgens het Rotterdams archief bleef er in 1822 welgeteld één belastingbetaler over in de hele gemeente 's Gravenambacht en uiteindelijk is de samenvoeging met Pernis in 1833 weer hersteld. De voormalige gemeente en heerlijkheid Langebakkersoord was het meest westelijk gelegen, op de plek waar nu het industriegebied Vondelingenplaat en de 1e Petroleumhaven zich bevinden. De Vondelingenplaat was vroeger een zandbank in de Nieuwe Maas, buitendijks van Langebakkersoord. De naam van deze gemeente leeft nog voort in de straatnaam Bakkersoordseweg. De gemeenten Roozand en Smalland lagen te oosten van Langebakkersoord en ten westen van het dorp Pernis: Smalland aan de Nieuwe Maas en Roozand daar ten zuiden van. De grens tussen Smalland en Roozand enerzijds en het dorp Pernis anderzijds lag ongeveer ter hoogte van de huidige A4. Het grondgebied van deze voormalige gemeenten is voor een deel afgegraven voor de aanleg van de 2e Petroleumhaven. Bij Smalland hoorde ook het buitendijkse gebied Madroel, ook dit is later afgegraven om als haven te dienen. Deijffelbroek en 's Gravenambacht lagen ten oosten van het dorp Pernis: Deijffelbroek aan de Nieuwe Maas en 's Gravenambacht daar ten zuiden van. Deze beide gemeenten grensden in het oosten aan de voormalige gemeente Charlois. Met de aanleg van de Eemhaven verdween ook een groot deel van hun beider grondgebied onder water.

### Bij Rotterdam

#### Havens
Vanaf de jaren dertig van de 20e eeuw werden rond het dorp havens aangelegd, eerst de Eerste en Tweede Petroleumhaven aan de westkant en later de Eemhaven aan de oostkant. Kenmerkt de Eemhaven zich door containeroverslag, de Petroleumhavens worden gedomineerd door de petrochemische industrie met verschillende olieraffinaderijen, onder andere van Shell Energy and Chemicals Park Rotterdam. 
Vervoer
Lange tijd lag Pernis vrij geïsoleerd ten opzichte van de stad. De verbinding met Rotterdam werd voornamelijk onderhouden door de Pernisserboot die een keer of zes per dag tot De Boompjes (dicht bij de Willemsbrug) voer en ook aanlegde in Schiedam en Delfshaven. Bij de annexatie door Rotterdam kwam er een RET-busdienst, lijn F, die via toenmalig gehucht De Heij en de Heijplaat rond de Waalhaven naar Charlois reed, waar men kon overstappen op tram 2 die de hele stad doorging tot station D.P. (Delftsche Poort), het huidige CS. In 2002 werd het metrostation Pernis geopend aan de toen nieuw aangelegde Beneluxlijn, onderdeel van metrolijn C (de vroegere Calandlijn). Hierdoor is de reistijd naar het centrum van de stad teruggebracht tot minder dan 20 minuten.

## Deelraad
Pernis was vanaf 3 maart 2010 een deelgemeente tot de opheffing van deelgemeenten op 19 maart 2014. De deelraad van Pernis was in tegenstelling tot de andere Rotterdamse deelraden monistisch. De leden van de deelraad waren tegelijk de bestuurders. Enerzijds komt dit door de kleine omvang van het dorp, anderzijds doordat Pernis zijn wijze van besturen behield toen het in 1934 geannexeerd werd door de gemeente Rotterdam. In 2014 is de deelraad vervangen door een gebiedscommissie.

### Zetelverdeling deelraad resp. gebiedscommissie
| Partij | Deelraad | Commissie | Commissie |
| Partij | tot 2010 | 2014      | 2018      |
| ------ | -------- | --------- | --------- |
| LR     | 4        | 5         | 4         |
| CDA    | 2        | 4         | 5         |
| BBP    | 2        | -         | -         |
| PvdA   | 1        | -         | -         |
| Totaal | 9        | 9         | 9         |

## Demografie
Inwoners naar leeftijd (01-01-2022)
| Leeftijd         | Aantal | %     |
| ---------------- | ------ | ----- |
| 0 t/m 14 jaar    | 725    | 14,9% |
| 15 t/m 24 jaar   | 520    | 10,7% |
| 25 t/m 44 jaar   | 1230   | 25,3% |
| 45 t/m 64 jaar   | 1425   | 29,3% |
| 65 jaar en ouder | 970    | 19,9% |
| Totaal           | 4870   | 100%  |

Geboorte en sterfte (01-01-2022)
|           | Aantal | Per 1000 inwoners |
| --------- | ------ | ----------------- |
| Geboren   | 65     | 13                |
| Overleden | 50     | 10                |

Inwoners naar migratieachtergrond (01-01-2022)
| Herkomst                                         | Aantal | %      |
| ------------------------------------------------ | ------ | ------ |
| Geen                                             | 3755   | 77,26% |
| Ten minste één ouder uit een 'niet-westers' land | 535    | 11,01% |
| Ten minste één ouder uit een 'westers' land      | 570    | 11,73% |
| Totaal                                           | 4856   | 100%   |

Samenstelling huishoudens (01-01-2019)
| Type huishouden             | Aantal | %     |
| --------------------------- | ------ | ----- |
| Eenpersoonshuishouden       | 755    | 33,9% |
| Huishoudens zonder kinderen | 685    | 30,8% |
| Huishoudens met kinderen    | 785    | 35,3% |
| Totaal                      | 2225   | 100%  |

## Geboren in Pernis
- Hendrik van Gent (1899-1947), astronoom
- Martin Los (1946), priester en voormalig predikant
- Sjaak van der Tak (1956), CDA-politicus
- Sjaak Troost (1959), voetballer van Feyenoord in de periode 1978-1992
- Corrina Konijnenburg (1964-2002), zong in 1967 bij Dorus op schoot het kinderliedje Poesje Mauw
- Jacco van der Tak (1982), politicus (CDA), zoon van Sjaak; vanaf 2023 burgemeester van Barneveld

## Openbaar vervoer
- Pernis (metrostation) aan metrolijn C
- Buslijn 69 (spitslijn)